# SMS Seeadler
O SMS Seeadler foi um cruzador desprotegido operado pela Marinha Imperial Alemã e a terceira embarcação da Classe Bussard, depois do SMS Bussard e SMS Falke, e seguido pelo SMS Condor, SMS Cormoran e SMS Geier. Sua construção em 1890 no Estaleiro Imperial de Danzig e foi lançado ao mar em fevereiro de 1892, sendo comissionado em agosto do mesmo ano. Era armado com uma bateria principal de oito canhões de 105 milímetros em montagens únicas, tinha um deslocamento de quase duas mil toneladas e alcançava uma velocidade máxima de dezessete nós.
O Seeadler passou quase toda sua carreira no exterior. Ele começou atuando na África Oriental Alemã, onde permaneceu de 1893 até 1898. Voltou para a Alemanha apenas brevemente entre 1898 e 1899 para passar por uma modernização, sendo então enviado para mais serviço colonial, agora na Nova Guiné Alemã. Durante seu tempo na região participou da subjugação do Levante dos Boxers na China em 1900. Seu serviço no Oceano Pacífico foi interrompido em meados de 1905 pela Rebelião Maji Maji na África Oriental Alemã, fazendo com que fosse enviado para lá a fim de ajudar.
O cruzador permaneceu na África pelos oito anos seguintes. Finalmente voltou para a Alemanha em janeiro de 1914 depois de ter passado treze anos seguidos no exterior, o maior período contínuo de satuação estrangeira para qualquer grande navio da Marinha Imperial. Foi tirado de serviço ao chegar em casa. A Primeira Guerra Mundial começou em agosto de 1914, mas o Seeadler não foi mobilizado por ser muito velho e obsoleto. Foi em vez disso usado como um depósito de minas navais. Entretanto, este carregamento explodiu na noite de 19 de abril de 1917 e o navio foi destruído.

## Características

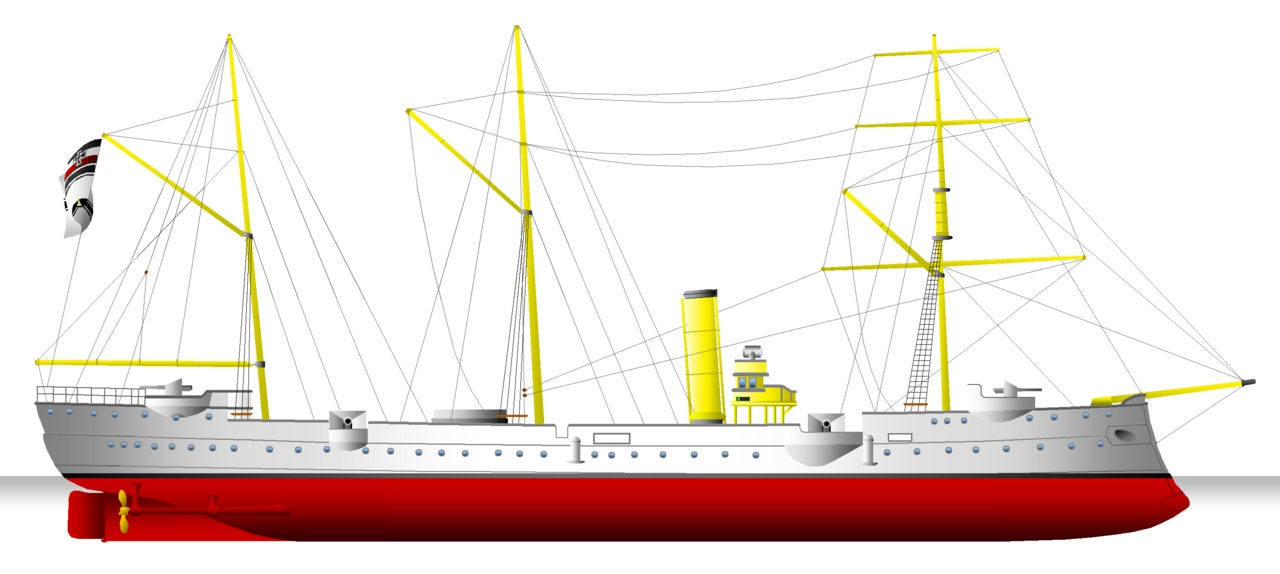
Desenho da Classe Bussard

A Marinha Imperial Alemã construiu dois tipos de navios nas décadas de 1870 e 1880: avisos capazes de fazer reconhecimento para a frota e corvetas para patrulharem o império colonial alemão. O general Leo von Caprivi, o Chefe do Almirantado Imperial, procurou modernizar a frota no final da década de 1880, encomendando primeiro os dois cruzadores desprotegidos da Classe Schwalbe, que serviram de base para a sucessora Classe Bussard.
O Seeadler tinha 82,6 metros de comprimento de fora a fora, uma boca de 12,7 metros e um calado de 4,42 metros à vante. Tinha um deslocamento normal de 1 612 toneladas e um deslocamento carregado de 1 864 toneladas. Seu sistema de propulsão consistia em quatro caldeiras cilíndricas a carvão que alimentavam dois motores horizontais de tripla expansão com três cilindros, cada um girando uma hélice. Esse sistema tinha uma potência indicada de 2,8 mil cavalos-vapor (2 060 quilowatts) para uma velocidade máxima de 16,9 nós (31,3 quilômetros por hora). A autonomia era de aproximadamente 2 950 milhas náuticas (5 460 quilômetros) a nove nós (dezessete quilômetros por hora). Sua tripulação era formada por nove oficiais e 152 marinheiros.
O bateria principal do Seeadler era composta por oito canhões de disparo rápido calibre 35 de 105 milímetros instalados em montagens pedestais individuais, duas colocados na proa lado a lado, duas em cada lateral e duas na popa também lado a lado. O armamento secundário era de cinco canhões revólver Hotchkiss de 37 milímetros para defesa contra barcos torpedeiros. Também foi equipado com dois tubos de torpedo de 350 milímetros, ambos os quais montados no convés.

## Carreira

### Início de serviço

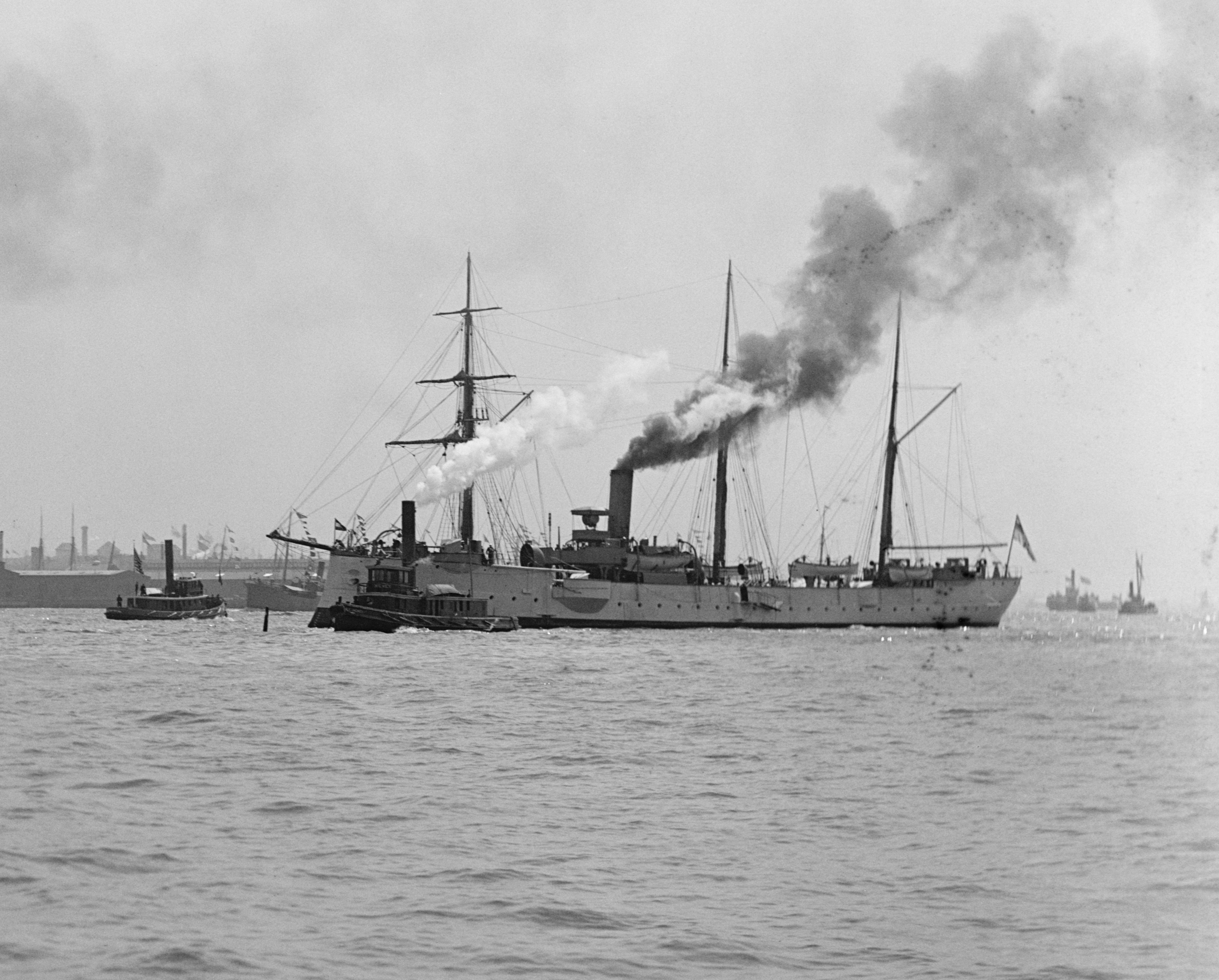
O Seeadler em Nova Iorque em 1893

O Seeadler foi nomeado em homenagem à águia-rabalva. Seu batimento de quilha ocorreu no final de 1890 no Estaleiro Imperial de Danzig e foi lançado ao mar em 2 de fevereiro de 1892, originalmente nomeado Kaiseradler pela águia-imperial-oriental. O capitão de mar Ernst Aschmann, diretor do estaleiro, fez o discurso de lançamento. Foi finalizado em 27 de junho de 1892 e comissionado em 17 de agosto, sendo renomeado Seeadler, pois o imperador Guilherme II tinha decidido nomear seu futuro iate de Kaiseradler. Iniciou testes marítimos nesse mesmo dia. Foi acidentalmente abalroado pelo ironclad SMS Bayern em Kiel em 25 de outubro, mas sofreu apenas danos leves. Os testes duraram até 17 de novembro, entrando formalmente em serviço na frota no dia 15 de março de 1893.
O navio estava programado para substituir o cruzador desprotegido SMS Schwalbe na África Oriental Alemã. Entretanto, antes disso o Seeadler e o cruzador protegido SMS Kaiserin Augusta foram enviados para uma viagem diplomática para os Estados Unidos, uma celebração atrasada pelo aniversário de quatrocentos anos da primeira viagem de Cristóvão Colombo através do Oceano Atlântico. As embarcações deixaram Kiel em 25 de março, mas o Seeadler acabou ficando sem combustível durante a travessia do Atlântico por causa de estimativas erradas da quantidade de carvão que seria necessária. O Kaiserin Augusta o rebocou até Halifax, no Canadá, onde reabasteceu. Os dois cruzadores chegaram em Hampton Roads em 18 de abril. Navios de nove outras marinhas participaram de uma grande celebração no porto de Nova Iorque, que teve a presença do presidente Grover Cleveland dos Estados Unidos. A aparência parecida com um iate do Seeadler atraiu a atenção do público.

### África Oriental
O Seeadler, ao final das festividades nos Estados Unidos, atravessou o Atlântico até os Açores, seguindo então para o Mar Mediterrâneo e depois para o Mar Vermelho. Encontrou-se com o Schwalbe em Adem em 20 de junho. O Seeadler então foi para Bombaim, na Índia, para passar por sua manutenção periódica de 3 de julho a 21 de agosto. Finalmente chegou na África Oriental Alemã em 2 de setembro ao aportar em Zanzibar e se encontrar com o navio hidrográfico SMS Möwe, a outra embarcação da Marinha Imperial na região. Os dois foram para Kilwa no dia 9, onde um grupo de comerciantes de escravos tinham atacado um pequeno destacamento policial. A Força de Proteção, o exército colonial alemão, não estava disponível para reforçar os policiais, assim o Seeadler e o Möwe bombardearam os escravagistas e neutralizaram a ameaça.

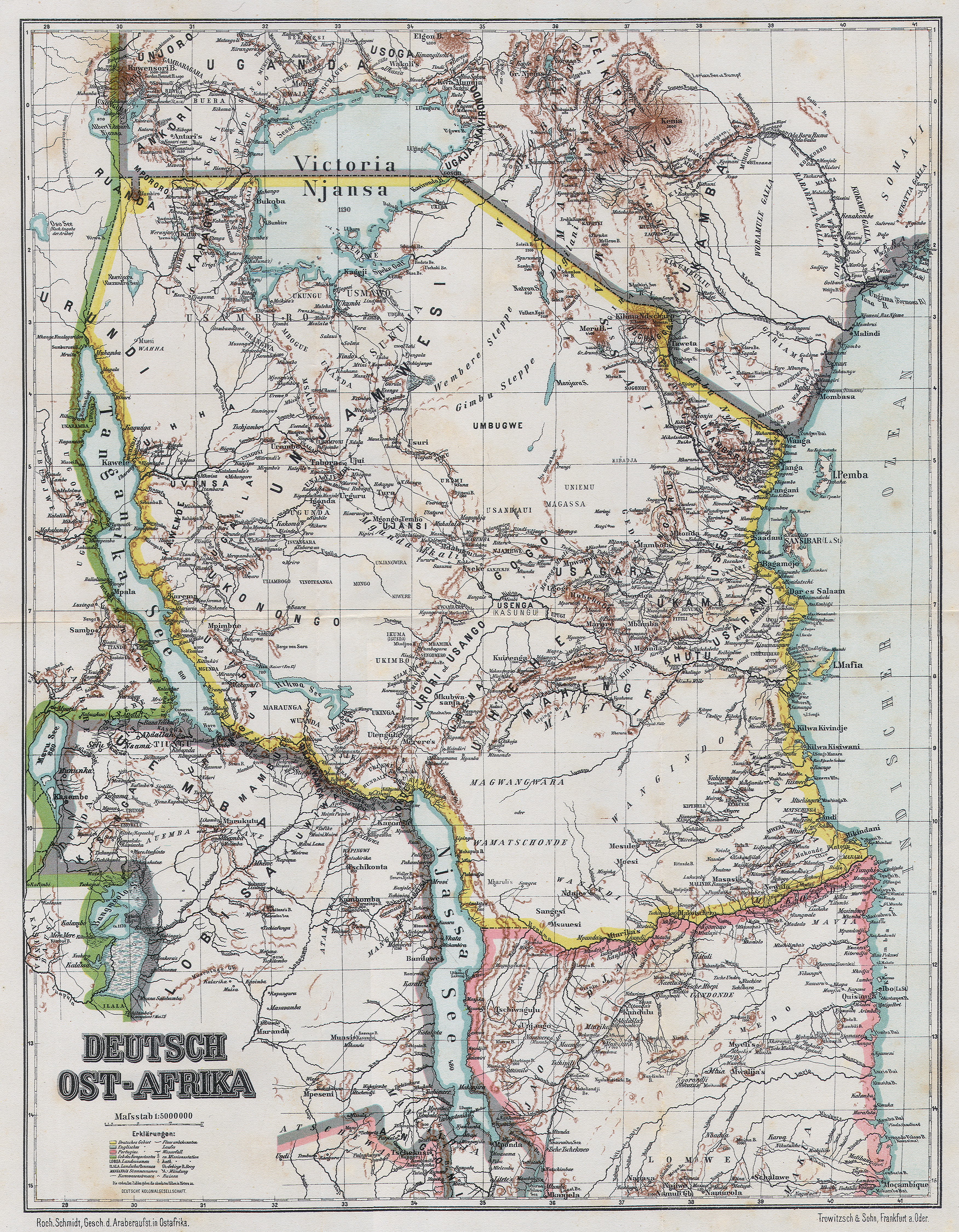
Mapa contemporâneo da África Oriental Alemã

O cruzador depois foi para Lourenço Marques na África Oriental Portuguesa. Uma revolta nesta colônia estava ameaçando cidadãos alemães na cidade, com o Seeadler evacuando os civis e os levando para Zanzibar, onde chegou em 15 de novembro. Durante este período, o Möwe foi transferido para a Nova Guiné Alemã e o SMS Condor e SMS Cormoran, irmãos do Seeadler, chegaram na região. O Condor ficaria na África Oriental Alemã no lugar do Möwe enquanto o Cormoran seguiria para o Sudeste Asiático, mas este permaneceu na área temporariamente para reforçar as forças navais alemãs. Isto foi feito tanto para observar os danos aos interesses econômicos alemães na África Oriental Portuguesa e como uma demonstração de força para impedir avanços britânicos na Baía da Lagoa, que era o único porto de suprimentos para a independente República Sul-Africana. O Condor assumiu os deveres do Seeadler no litoral oriental africano em janeiro de 1895.
O Seeadler partiu em 10 de janeiro para Bombaim, onde suas caldeiras foram consertadas. Trabalhadores do Estaleiro Imperial de Kiel foram enviados para realizarem o trabalho. Voltou ao serviço em maio, zarpando no dia 18 e chegando na África Oriental Alemã em 31 de maio. O Cormoran, enquanto isso, foi destacado e prosseguiu para o Sudeste Asiático. A britânica Invasão de Jameson na República Sul-Africana em dezembro de 1895 passou a ameaçar aproximadamente quinze mil alemães no país, bem como um investimento de quinhentos milhões de marcos de ouro. O governo alemão considerou ordenar que o Seeadler contribuísse com uma força de desembarque para proteger o cônsul alemão em Pretória, a capital da República Sul-Africana, mas a derrota da invasão fez isso desnecessário. O cruzador permaneceu na área enquanto as tensões diminuíam. Foi para a Cidade do Cabo em meados de fevereiro de 1896 para outro período de manutenção.
Ao final desses trabalhos, o Seeadler foi enviado em 28 de abril para o Sudoeste Africano Alemão com o objetivo de ajudar a Força de Proteção a subjugar uma revolta local. A embarcação foi encarregada de interromper envios de armas de vendedores britânicos para os rebeldes. Ele chegou em Swakopmund em 5 de maio, onde se encontrou com a canhoneira SMS Hyäne. Os dois desembarcaram forças para protegerem a cidade. O Seeadler permaneceu na colônia por pouco tempo e voltou para a África Oriental Alemã já no final do mês. Foi para Zanzibar em 2 de outubro para embarcar o deposto sultão Calide e levá-lo para Dar es Salaam após a curta Guerra Anglo–Zanzibari. O cruzador foi de novo para Lourenço Marques em 20 de dezembro depois do conde Marcus von Pfeil, o cônsul alemão, ter sido atacado pela polícia portuguesa. O Condor também chegou no local em 2 de janeiro de 1897 para aumentar a demonstração de força. Depois disso o Seeadler foi para a Cidade do Cabo passar por sua manutenção anual.
Os dois anos seguintes transcorreram tranquilamente sem grandes incidentes. Foi para a Cidade do Cabo novamente em janeiro de 1898 para manutenção e então recebeu ordens em 3 de maio para voltar para a Alemanha. Deixou Dar es Salaam três dias depois e chegou em Adem em 31 de maio. Se encontrou no local com o Schwalbe, que o substituiria na África Oriental Alemã. O Seeadler chegou em Kiel em 26 de junho e foi descomissionado em 9 de julho para grandes reformas em Danzig. Os trabalhos foram feitos no Estaleiro Imperial e as mudanças incluíram a remoção de seu mastro principal e redução de suas velas para um aparelho de escuna. Foi recomissionado em 3 de outubro de 1899 e enviado para substituir seu irmão SMS Falke na Nova Guiné Alemã. Deixou Kiel em 19 de outubro e parou em Tânger, no Marrocos, entre 27 e 28 de outubro para forçar o governo marroquino a pagar uma indenização por danos aos interesses alemães. O cruzador então zarpou para o Oceano Pacífico, chegando em 15 de novembro.

### Oceano Pacífico
Após chegar no Pacífico, o Seeadler foi primeiro para as Ilhas do Almirantado em 18 de janeiro de 1900 em resposta ao assassinato de um empresário europeu pelos nativos. Partiu no dia 30 para um cruzeiro de semanas pelas possessões alemãs na área. Paradas incluíram as Ilhas Carolinas e Ilhas Marianas, ambas as quais tinham sido recentemente compradas da Espanha. Um cruzeiro pela Samoa Alemã ocorreu em maio, onde encontrou o Cormoran. Os dois então navegaram pelas ilhas com Wilhelm Solf e Mataʻafa Iosefo, o governador e chefe da Samoa, respectivamente, a bordo do Seeadler. O Levante dos Boxers tinha começado na China no ano anterior e o cruzador foi enviado para o Mar da China Meridional em julho de 1900 com o objetivo de ajudar na subjugação da revolta. Chegou em Tsingtao no Território Arrendado da Baía de Kiaochau e se juntou aos navios da Esquadra da Ásia Oriental. Passou os meses seguintes em portos chineses junto com o cruzador blindado SMS Fürst Bismarck e o cruzador protegido SMS Hertha.
O Seeadler recebeu ordens em 24 de abril de 1901 de navegar para a ilha de Yap nas Carolinas e auxiliar o encalhado navio de correios SS München da Norddeutscher Lloyd. Dois rebocadores já tinham conseguido libertar a embarcação quando o cruzador chegou em 3 de maio, porém a tripulação do Seeadler ajudou nos consertos ao casco danificado. Retomou suas funções de patrulha de portos chineses, porém durante esse período também visitou portos no Japão. Estes deveres duraram até o final de 1902. Sua tripulação sofreu uma baixa por ação inimiga enquanto estava operando na China. Seu irmão SMS Bussard chegou na região em 2 de janeiro de 1903 para substitui-lo, permitindo que o Seeadler retornasse para o Pacífico. Ele passou por sua manutenção periódica em Uraga, no Japão, entre 3 de agosto e 14 de setembro.
A Guerra Russo-Japonesa começou em fevereiro de 1904 e o Seeadler foi chamado de volta para Tsingtao em preparação para quaisquer hostilidades envolvendo a Alemanha. Durante este período, o Condor substituiu o Cormoran; o Seeadler e o Condor então receberam a companhia do Möwe. O Seeadler fez visitas diplomáticas às Filipinas e Índias Orientais Neerlandesas no início de 1905, retornando para Tsingtao em abril. A Guerra Russo-Japonesa estava em junho aproximando-se do fim após a vitória japonesa na Batalha de Tsushima, assim o cruzador foi destacado da Esquadra da Ásia Oriental para voltar ao Pacífico. No caminho, durante uma parada em Ponape em 20 de agosto, recebeu ordens de dar a volta e ir para a África. Sua presença era necessária para ajudar a subjugar uma grande revolta, a Rebelião Maji Maji, que tinha começado em julho. O Seeadler encalhou duas vezes enquanto navegava para a África, em Labuão e Singapura, mas em ambos os casos não ficou danificado. Chegou em Dar es Salaam em 1º de outubro.

### Volta para a África

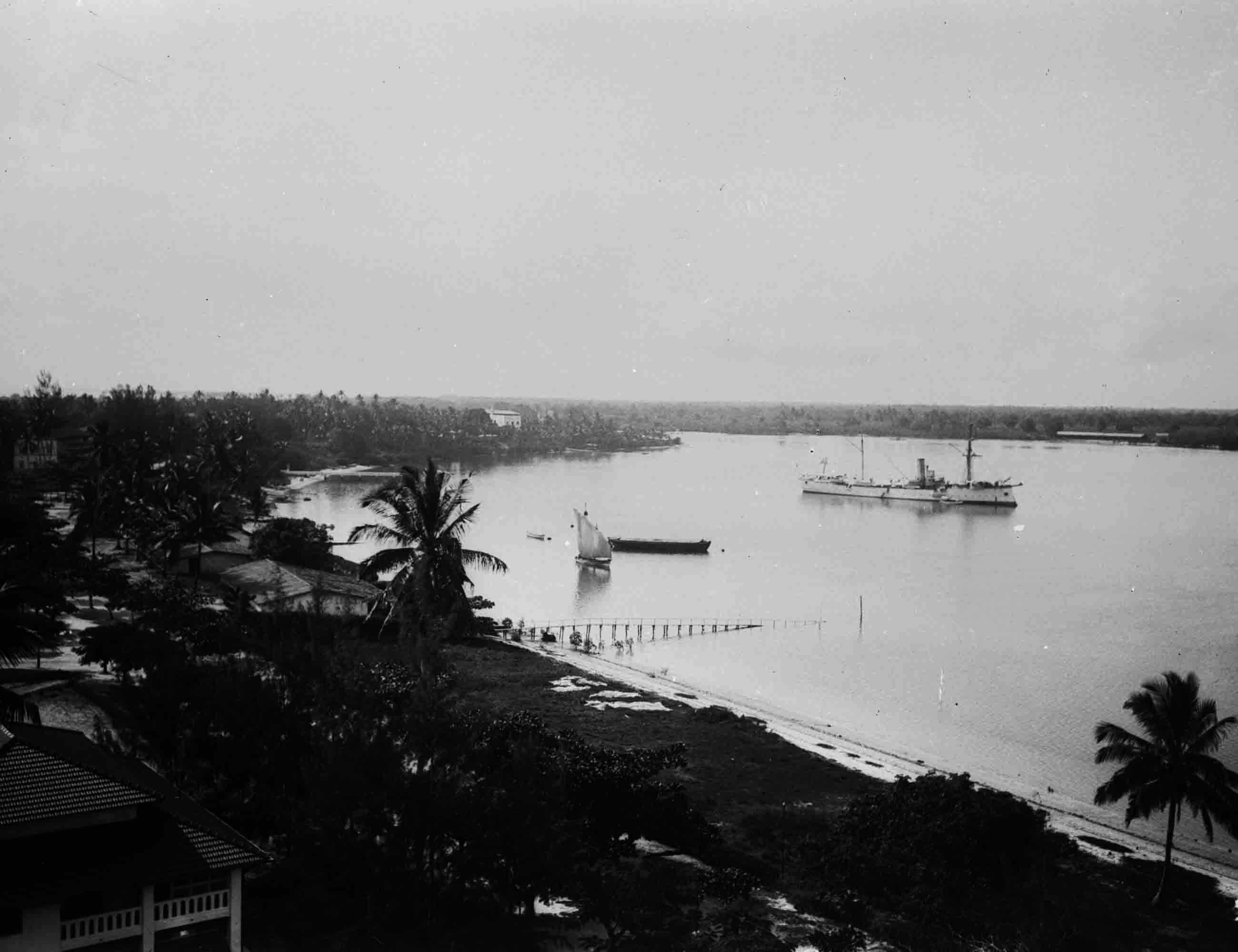
O Seeadler em Dar es Salaam

O Seeadler enviou marinheiros para Samanga em meados de outubro a fim de proteger linhas de telégrafo. Voltou para Dar es Salaam em dezembro e então foi para Kilwa em 17 de janeiro de 1906, mas retornou para Dar es Salaam no dia 24. Outra manutenção na Cidade do Cabo ocorreu de 10 de fevereiro a 16 de março. A situação na África Oriental Alemã tinha acalmado e o cruzador rápido SMS Thetis, que também fora enviado para acabar com a Rebelião Maji Maji, voltou para a Alemanha. O Seeadler permaneceu na região.
O Bussard chegou para reforçar o Seeadler na África Oriental Alemã em 1908. Mais um período de manutenção na Cidade do Cabo ocorreu entre 18 de fevereiro e 18 de março. Depois disso foi para o Sudoeste Africano Alemão, parando na Baía da Baleia e em Swakopmund. Navegou junto com a canhoneira SMS Panther em março e no início de abril. Retornou para Dar es Salaam em 18 de abril e outro período em manutenção transcorreu de 12 a 26 de setembro, desta vez em Bombaim. O resto de 1908 transcorreu tranquilamente, bem como os anos seguintes. O único evento significativo foi em novembro de 1911, quando o Seeadler ajudou a libertar o encalhado navio alemão SS Irmgard em Quelimane. O prefeito da Cidade do Cabo recepcionou delegações do Seeadler e do cruzador protegido britânico HMS Hermes em 1913. Os príncipes Leopoldo e Jorge da Baviera visitaram o navio em Dar es Salaam no final de dezembro.

### Fim de serviço
O Seeadler deixou a África Oriental Alemã pela última vez em 9 de janeiro de 1914 e seguiu em direção da Alemanha. Ele passou quase treze anos e meio no exterior, o mais longo período de serviço internacional ininterrupto de um navio de guerra alemão de grande porte. Seu substituto, seu irmão SMS Geir, ainda não tinha chegado na colônia mas já estava à caminho. O Seeadler parou no caminho em Adem em 22 de janeiro e finalmente chegou em Kiel em 18 de março. Foi levado para Danzig e descomissionado. Foi reclassificado como canhoneira em 6 de maio. A Primeira Guerra Mundial começou em agosto e o navio foi transformado em um depósito flutuante de minas navais, pois não era mais considerado apto para o serviço ativo. Foi rebocado para Wilhelmshaven e ancorado na rada externa. Seu carregamento de minas explodiu em 19 de abril de 1917 enquanto estava ancorado na Angra de Jade, perto de Wilhelmshaven. A explosão destruiu a embarcação, mas não houve mortos. Seus destroços nunca foram reflutuados.